# .az
.az — в Інтернеті, національний домен верхнього рівня (ccTLD) для Азербайджану.

## Домени 2-го та 3-го рівнів
В цьому національному домені нараховується близько 6,710,000 [Архівовано 11 квітня 2022 у Wayback Machine.] вебсторінок (станом на січень 2009 року).
У наш час використовуються та приймають реєстрації доменів 3-го рівня наступні доменні суфікси (відповідно, існують такі домени 2-го рівня):
| Суфікс   | Регламентовані користувачі                                            |
| -------- | --------------------------------------------------------------------- |
| .gov.az  | Державні та урядові установи                                          |
| .com.az  | Комерційні установи, корпорації                                       |
| .edu.az  | Наукові та дослідницькі установи, коледжі, університети або інститути |
| .org.az  | Неприбуткові, неурядові організації                                   |
| .info.az | Вебмайданчики інформаційного змісту                                   |
| .net.az  | Провайдери, організації, пов'язані з мережами                         |
| .int.az  | Міжнародні організації                                                |